# Göritzhain
Göritzhain ist ein Ortsteil der Stadt Lunzenau im sächsischen Landkreis Mittelsachsen. Er wurde am 1. Januar 1994 nach Lunzenau eingemeindet.

## Geografie

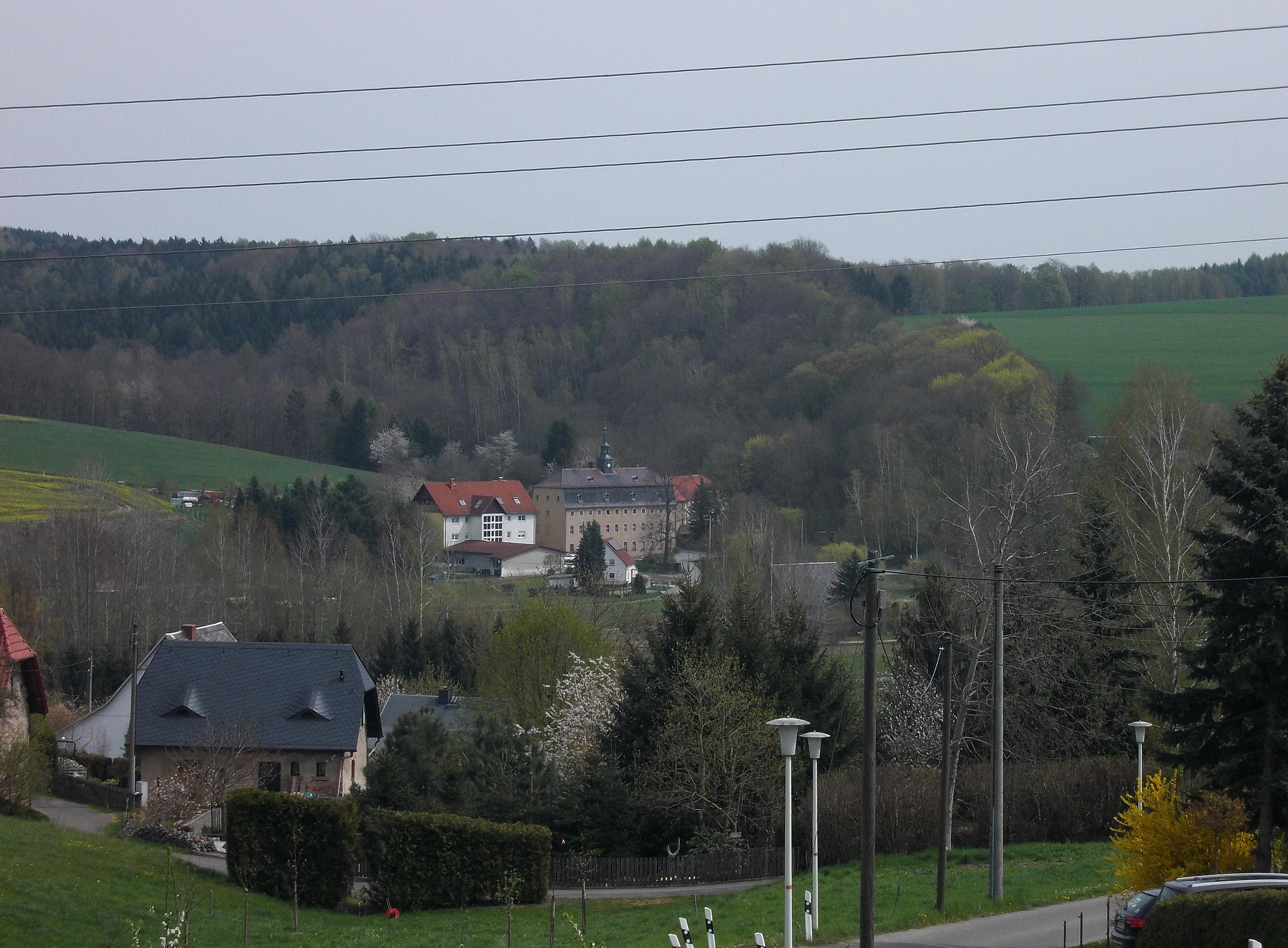
Blick zum Chemnitztal

### Geografische Lage
Göritzhain ist der östlichste Ortsteil der Stadt Lunzenau. Er liegt im Tal der Chemnitz, kurz vor deren Mündung in die Zwickauer Mulde. Im Ort mündet der Wiederbach in die Chemnitz, welche wiederum an der nördlichsten Gemarkungsspitze in die Zwickauer Mulde mündet. Göritzhain besteht aus mehreren Siedlungsteilen. Direkt im Tal am Westufer der Chemnitz befindet sich der einstige Bahnhof des Orts und südlich davon die Bauernseite. Nördlich des Bahnhofs befindet sich die Göritzhainer Maschinenfabrik (GÖMA). Am Hang westlich der Chemnitz liegen die Ortslagen Am Chemnitzberg, Siedlung und Wilhelminenberg. Letztere entstand vermutlich auf der Flur der Wüstung Naundorf. Am Hang östlich der Chemnitz befindet sich die Siedlung Wiederberg, welche bis ins 19. Jahrhundert zu Wiederau gehört hat.

### Nachbarorte
| Cossen                     | Wechselburg, Hartha                         | Seitenhain           |
| Berthelsdorf, Hohenkirchen | Kompassrose, die auf Nachbargemeinden zeigt | Wiederau             |
| Heiersdorf                 | Mohsdorf                                    | Stein im Chemnitztal |

## Geschichte

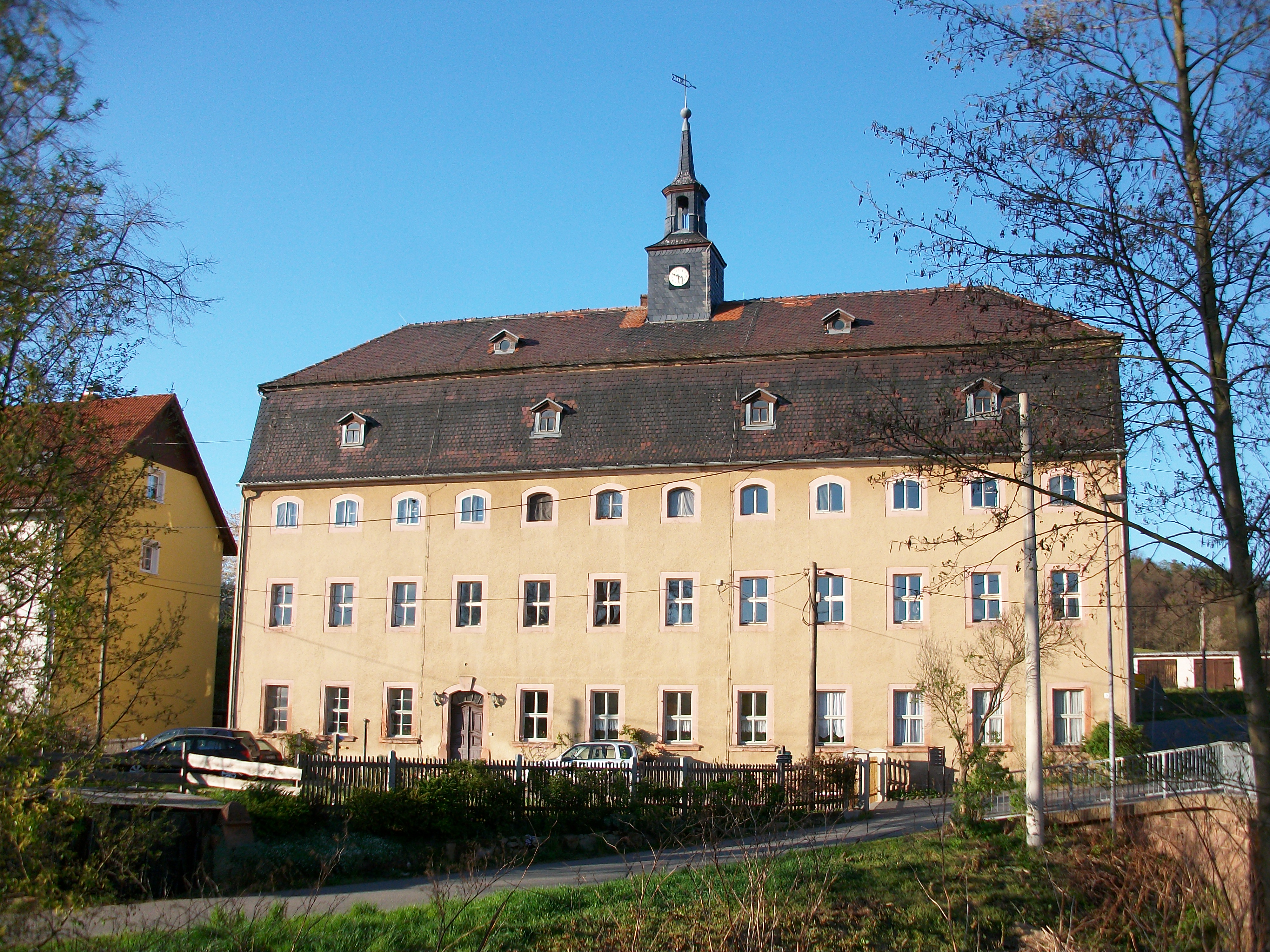
Bachmühle Göritzhain

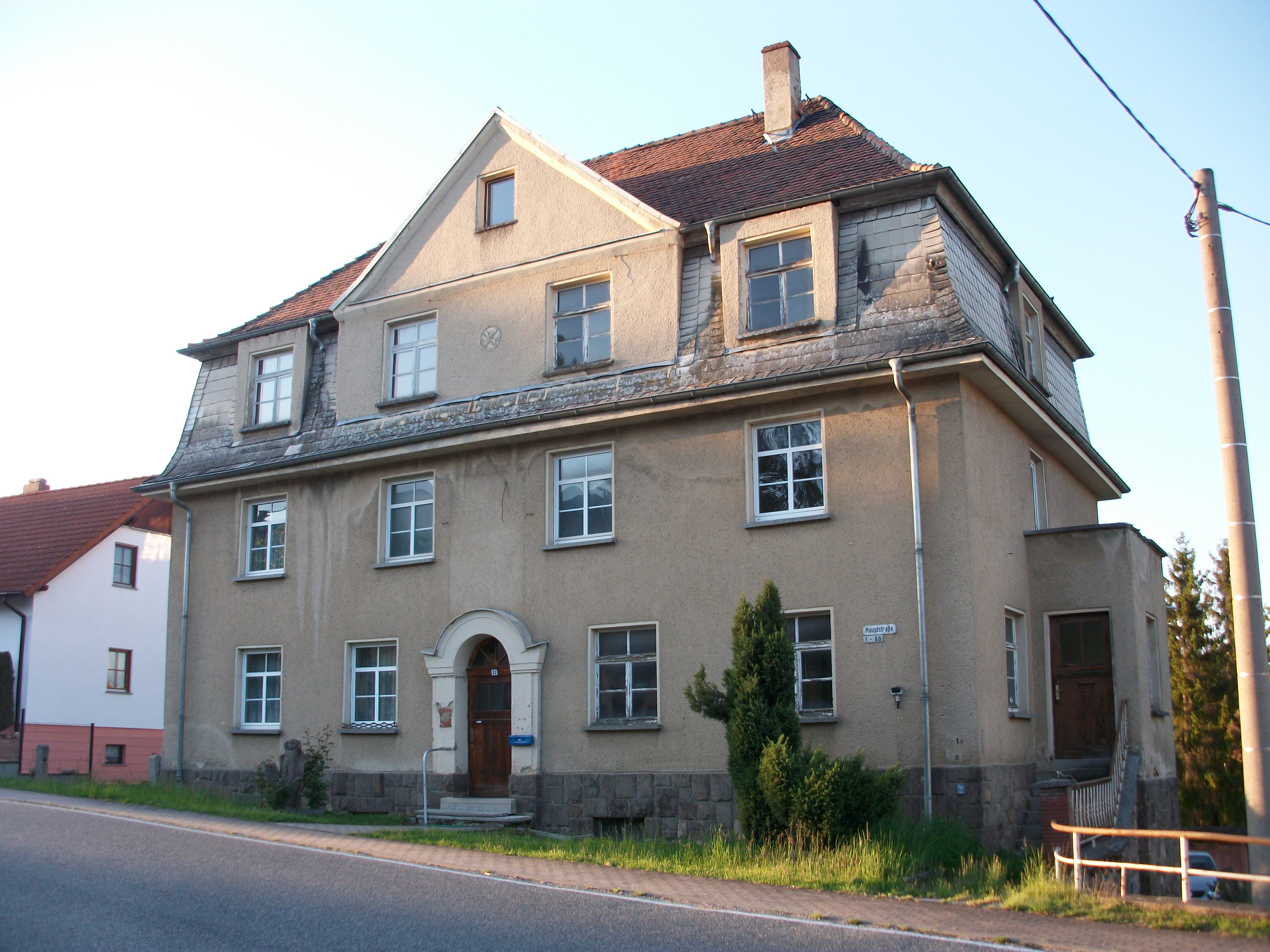
Ehemaliges Gemeindeamt Göritzhain

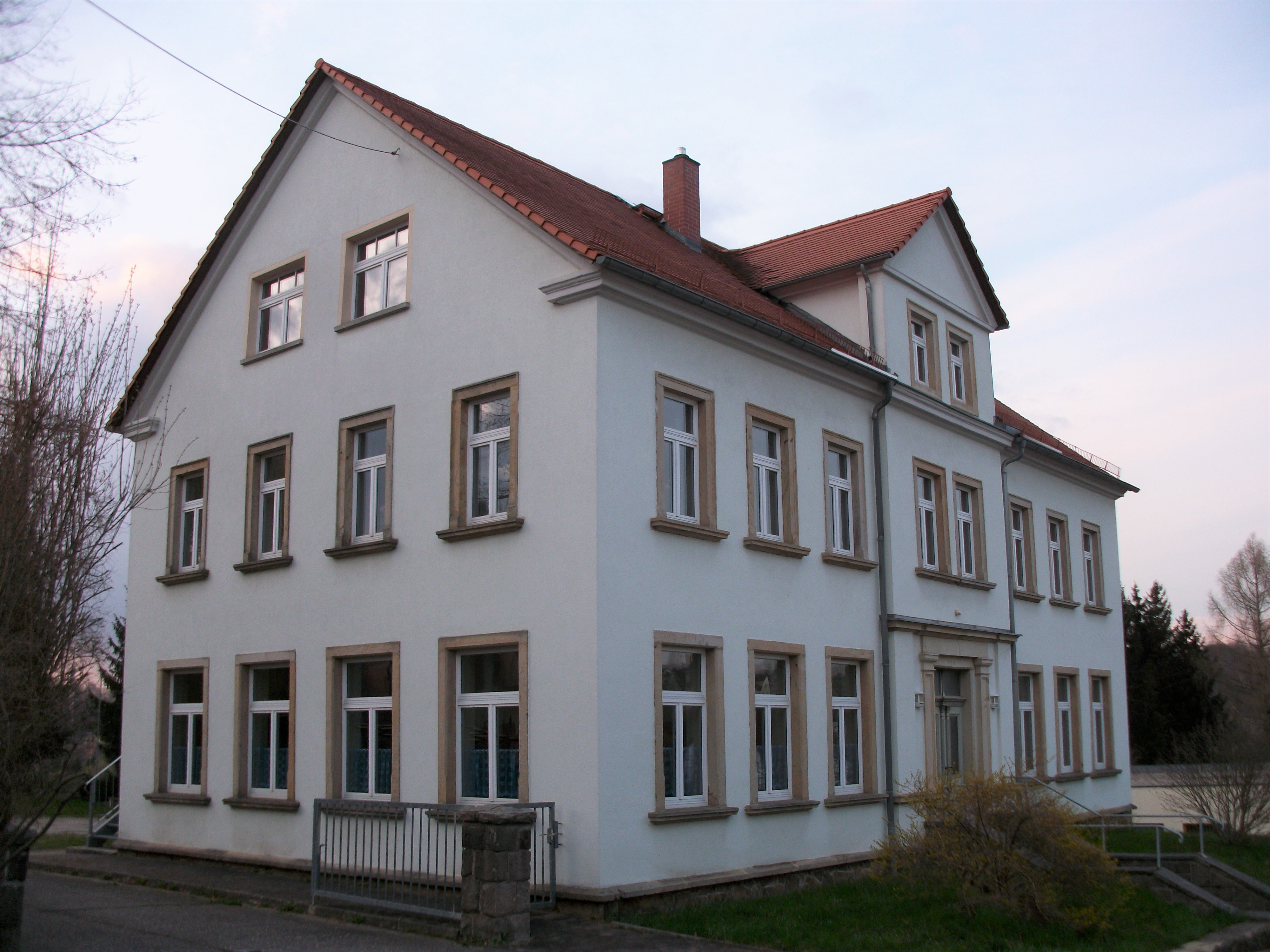
Vereinshaus Göritzhain (ehemalige Schule)

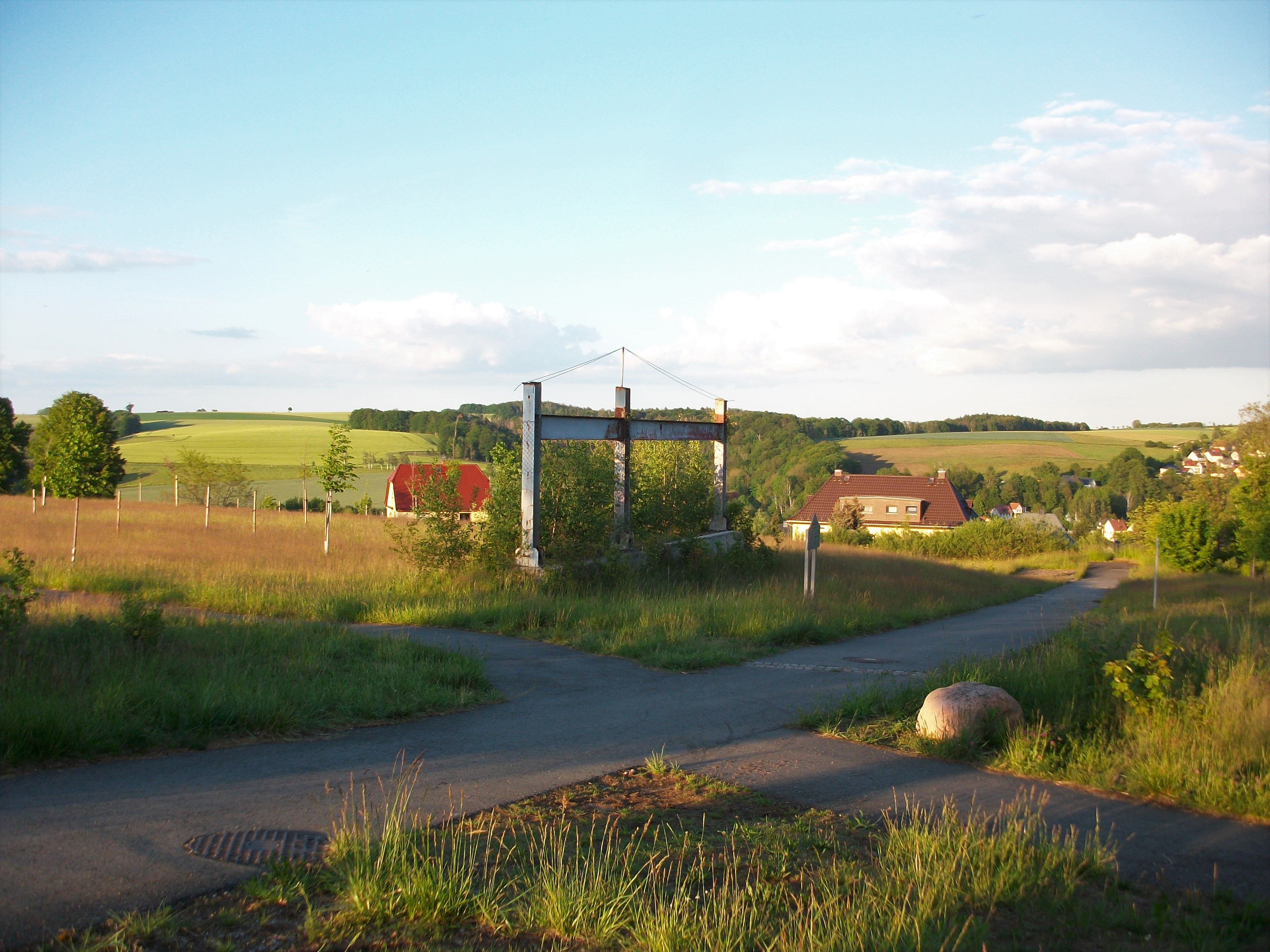
„Zur Goldenen Höhe“ Göritzhain, Relikte des ehemaligen VEB Dienstleistungskombinat

Die Geschichte des Waldhufendorfs Göritzhain reicht bis in die Zeit um 1168 zurück. Der Ort wurde von Dedo von Rochlitz bzw. von Groitzsch gegründet. Die urkundliche Ersterwähnung erfolgte im Jahr 1208 als Gerardeshagen. Die spätere Wüstung Naundorf, welche ebenfalls auf der linken Uferseite der Chemnitz lag, wurde im Jahr 1280 als Nuendorff, um 1550 als Naundorf und um 1592 als Neudorf bzw. Neuberg  erwähnt.
Ursprünglich gehörte Göritzhain als wettinisches Lehen teilweise zur Herrschaft Rochsburg. Im Jahr 1280 übereignete der Altenburger Burggraf Dietrich II. diese Hälfte des Orts zusammen mit Hohenkirchen, Cossen und der späteren Wüstung Gückelsberg an das Deutschordenshaus Zschillen. Seitdem gehörte der gesamte Ort Göritzhain zum Besitz des Klosters Zschillen. Dieses kam im Jahr 1543 mit dem gesamten Besitz an Herzog Moritz von Sachsen, der es umgehend säkularisierte und an die Herren von Schönburg gegen die Orte Hohnstein, Wehlen und Lohmen in der heutigen Sächsischen Schweiz tauschte. Daher kam für den Ort und die Klosteranlage der Name Wechselburg auf. Seitdem wurde Göritzhain als Amtsdorf der schönburgischen Herrschaft Wechselburg geführt, welche den Herren von Schönburg unter wettinischer Oberhoheit gehörte. Im Jahr 1554 bis 1555 wurden erstmals die Häuser auf dem Wiederberg am rechten Ufer der Chemnitz als am Wideraberg erwähnt. Sie befanden sich noch 1834 in der Wiederauer Flur. Die Flur der Wüstung Nauendorf auf der Anhöhe am linken Ufer der Chemnitz wurde im 18. Jahrhundert neu besiedelt. Unklar ist, ob es schon zur Zeit der Existenz von Naundorf ein zum Kloster Zschillen gehöriges Gut bzw. Vorwerk gab. Seit 1770/1773 war das „herrschaftliche Lehen“ bzw. „herrschaftliche Leeden“ wiederbesiedelt. Es erhielt den Namen Wilhelminenberg, nach der Frau des die Herrschaft Wechselburg regierenden Carl Heinrich II. Graf von Schönburg (1729–1800), die Christiane Wilhelmine von Schönburg (1716–1798) hieß. Die Industrialisierung von Göritzhain begann bereits im 18. Jahrhundert. J. F. Wagner aus Burgstädt errichtete im Jahr 1765 an der Straßenkreuzung nach Seitenhain bzw. Wiederau die Bachmühle mit Türmchen als Wohnhaus. In späterer Zeit wurde in dieser Leinwand gewebt und auf der Wiese des Wiederbachs gebleicht. An der Niedermühle entstand im Jahr 1833 eine Baumwollspinnerei, die später zu einer Strohstoff- und Pappenfabrik und letztendlich in eine Seidenpapierfabrik umfunktioniert wurde. Die erste Papierfabrik von Göritzhain entstand im Jahr 1849 neben der Obermühle. Die Papierfabrik Pfitzner entstand im Jahr 1875 aus der Bachmühle.
Im Rahmen der administrativen Neugliederung des Königreichs Sachsen wurden Göritzhain, Wilhelminenberg und Wiederberg als Teile der schönburgischen Lehnsherrschaft Wechselburg im Jahr 1835 der Verwaltung des königlich-sächsischen Amts Rochlitz unterstellt. Seit der Umgliederung der Siedlung Wiederberg nach Göritzhain besteht die Gemeinde Göritzhain seit 1839 aus den Ortsteilen Göritzhain und Wilhelminenberg am linken Ufer der Chemnitz und Wiederberg am rechten Ufer der Chemnitz. Aufgrund der einstigen Zugehörigkeit des Wiederbergs zu Wiederau gehört der Wiederberg kirchlich bis heute zur Kirchgemeinde Wiederau mit Stein und nicht wie der Rest von Göritzhain zu Hohenkirchen. Um 1840 wurde die auf der rechten Seite der Chemnitz liegende Siedlung Rabenberg mit ihren sieben Häusern von Göritzhain in das geographisch nähere Stein im Chemnitztal umgegliedert. Im Jahr 1856 kam die Gemeinde Göritzhain zum Gerichtsamt Burgstädt und 1875 an die neu gegründete Amtshauptmannschaft Rochlitz. In der zweiten Hälfte des 19. Jahrhunderts erfolgte die verkehrstechnische Erschließung des Chemnitztals, von der auch Göritzhain profitierte. Nachdem im Jahr 1870 die Straße durch das Chemnitztal eröffnet worden war, erhielt Göritzhain an der im Jahr 1902 eröffneten Bahnstrecke Wechselburg–Küchwald (Chemnitztalbahn) einen Bahnhof.
Durch die zweite Kreisreform in der DDR im Jahr 1952 wurde die Gemeinde Göritzhain dem Kreis Rochlitz im Bezirk Chemnitz (1953 in Bezirk Karl-Marx-Stadt umbenannt) angegliedert. Zur Zeit der DDR gab es in Göritzhain mehrere volkseigene Betriebe, so u. a. die verstaatlichte Seidenpapierfabrik oder die Göritzhainer Maschinenfabrik, welche bis heute produziert.
Seit 1990 gehörte Göritzhain zum sächsischen Landkreis Rochlitz, der 1994 im Landkreis Mittweida bzw. 2008 im Landkreis Mittelsachsen aufging. Am 1. Januar 1994 erfolgte die Eingemeindung von Göritzhain nach Lunzenau. Mit der Einstellung des Personenverkehrs auf der Chemnitztalbahn wurde im Jahr 1998 der einstige Bahnhof Göritzhain außer Betrieb genommen. Auf der einstigen Trasse soll der Chemnitztalradweg entstehen, welcher im Bereich Göritzhain jedoch noch nicht realisiert wurde. Auf dem Bahnhofsareal befinden sich neben dem Empfangsgebäude noch Gleisreste, die als Erinnerung an die Eisenbahnzeit erhalten worden sind. Im August 2008 feierte Göritzhain an drei Tagen sein 800-jähriges Bestehen. Höhepunkte waren eine Lasershow, liebevoll geschmückte Häuser mit festlich gekleideten Puppen in den Vorgärten und ein historischer Festumzug bei strahlendem Sonnenschein.
Zur Aufwertung des Ortsbildes wurde 2011 der ehemalige Gasthof „Goldener Stern“ abgerissen. Der Gasthof wurde 1549 als Erbschänke erstmals erwähnt. Im Laufe der Jahrhunderte fanden im Gebäude Feste, Konzerte, Betriebsjubiläen, Tanzveranstaltungen u. v. m. statt. Im Jahr 1994 schloss der Gasthof für immer seine Pforten. Im Jahr 2012 folgte der Abriss des ehemaligen Dienstleistungskombinats (DLK) Göritzhain. Dieses hatte unter anderem Campingzubehör und Bekleidung produziert und repariert. Infolge des strukturellen Wandels zur Wendezeit 1990/91 wurde die Fabrikanlage 1991 geschlossen. Durch den Abriss entstand die Grünfläche „Zur Goldenen Höhe“. Eine weitere abgerissene Industriebrache des Orts ist die einstige Seidenpapierfabrik, die nach 1990 Parkett produzierte.

## Verkehr

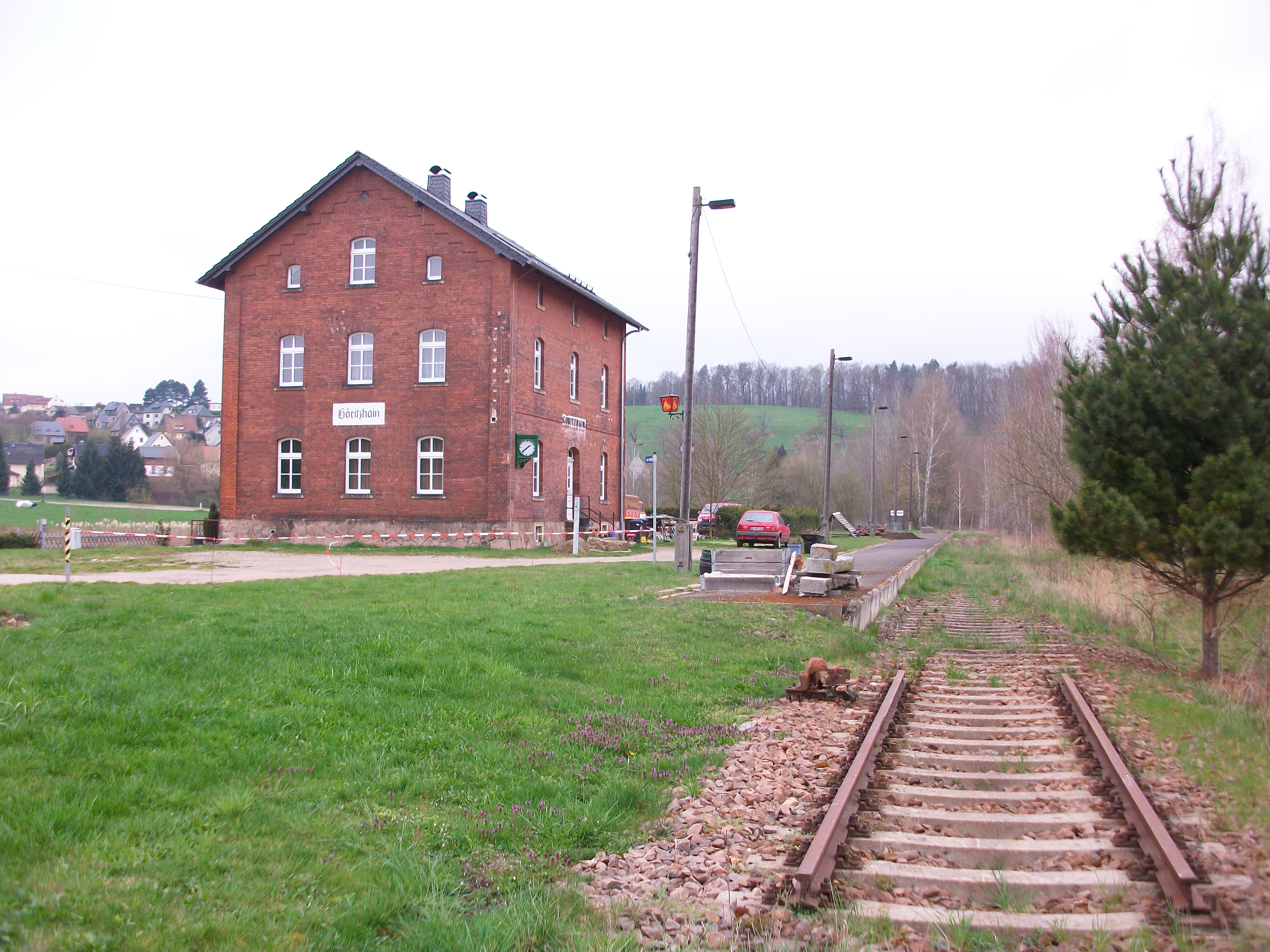
Bahnhof Göritzhain, Empfangsgebäude und Gleisrest (2016)

Durch Göritzhain verläuft die Staatsstraße 247 und südlich des Orts die Via Porphyria. Zwischen 1902 und 1998 besaß Göritzhain einen Bahnhof an der 2001 stillgelegten Bahnstrecke Wechselburg–Küchwald (Chemnitztalbahn). Parallel zu dieser Bahnstrecke verläuft die Bahnstrecke Neukieritzsch–Chemnitz im Südwesten an Göritzhain vorbei. Nachdem die an dieser Bahnstrecke liegende Station Cossen im Jahr 2005 im Personenverkehr außer Betrieb gegangen war, befindet sich der nächstgelegene Bahnhof in Burgstädt. Die nördlichste Gemarkungsspitze von Göritzhain wird von der Bahnstrecke Glauchau–Wurzen (Muldentalbahn) tangiert, auf der gelegentlich Museumsbetrieb mit Motordraisinen durchgeführt wird.

## Persönlichkeiten
- Heinz Irmscher (1920–2004), der Konteradmiral der Volksmarine und Kommandeur der Offiziershochschule der Volksmarine „Karl Liebknecht“ wurde in dem heutigen Ortsteil der sächsischen Stadt Lunzenau geboren